# Godziejewo
Godziejewo (niem. Rehfeld) – wieś w Polsce położona w województwie warmińsko-mazurskim, w powiecie oleckim, w gminie Wieliczki.
W latach 1975–1998 miejscowość administracyjnie należała do województwa suwalskiego.